# Marc-André Raffalovich

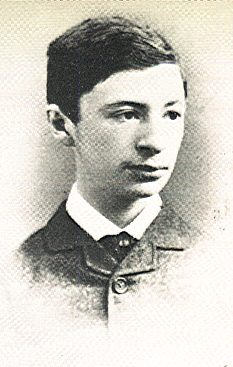
Marc-André Raffalovich um 1880

Marc-André Raffalovich (* 11. September 1864 in Paris; † 1934) war ein französischer Autor und Dichter.

## Leben
Raffalovich wurde 1864 in einer jüdischen Familie geboren. Seine Eltern waren 1863 von Odessa nach Paris gezogen. Sein älterer Bruder Arthur (1853–1921) arbeitete als russischer Diplomat und französischer Wirtschaftspublizist. Marc-Andrés Schwester Sophie heiratete  und unterstützte den irischen Politiker William O’Brien (1852–1928).
Seine Eltern waren Marie Raffalovich (1832–1921) und Hermann Raffalovich (1828–1893). Marie Raffalovich pflegte eine enge Freundschaft zu Claude Bernard.
Nach seiner Schulzeit ging Raffalovich nach England und studierte ab 1882 in Oxford. Danach wohnte er in London und eröffnete in den 1890er Jahren einen Salon. Dort lernte er Oscar Wilde kennen und John Gray. Der Autor und katholische Priester John Gray war Raffalovichs langjähriger Lebensgefährte. Sie blieben bis zu ihrem Tode 1934 zusammen.
Raffalovich verfasste viele Gedichte und beschäftigte sich als Autor mit dem Thema Homosexualität. Er schrieb für die Archives de l’Anthropologie Criminelle, die in Lyon von Alexandre Lacassagne, einem Kriminologen und Professor für Forensische Medizin gegründet worden waren. Durch seine Artikel wurde Raffalovich zu einem anerkannten Experten im Themenbereich Homosexualität. Er korrespondierte mit anderen europäischen Wissenschaftlern. Sein Hauptwerk war Uranisme et unisexualité: étude sur différentes manifestations de l´instinct sexuel, das 1896 publiziert wurde. 1897 begann er mit seinen Arbeiten über Annales de l´unisexualité und Les Chroniques de l´unisexualité. In diesen Werken versuchte Raffalovich alle Inhalte zu katalogisieren, die mit dem Thema Homosexualität verbunden sind. Auf diese Arbeiten greifen noch bis heute Historiker zurück.
1896 trat Raffalovich unter dem Einfluss seines Lebensgefährten John Gray zum römisch-katholischen Glauben über. Raffalovich schloss sich als Bruder Sebastian den Dominikanern an. Zur gleichen Zeit wurde Gray katholischer Priester und wurde nach Edinburgh gesandt. Raffalovich folgte seinem Lebensgefährten und wohnte in Edinburgh. 1934 starb Raffalovich; auch sein Lebensgefährte Gray verstarb in jenem Jahr.

## Werke (Auswahl)
- 1884 Cyril and Lionel, and other poems. A volume of sentimental studies (Poesie), Kegan Paul & Co., London 1884, 102 Seiten
- 1885 Tuberose and Meadow-sweet (Poesie). D. Boque, London 1885, Seite 120
- 1886 In Fancy Dress (Poesie), Walter Scott, London 1886, Seite 148
- 1889 It is Thyself (Poesie), Walter Scott, London 1889, Seite 146
- 1890 A Willing Exile. A Novel, F. V. White & Co., London 1890, 2. Ausgabe
- 1894 Quelques observations sur l'inversion, "AAC", Nr. 50, IX 1894, Seiten 216–218
- 1894 L'éducation des invertis, "AAC", Nr. 54, IX 1894, Seiten 738–740
- 1895 The Thread and the Path (Poesie), David Nutt, London 1895, Seite 106
- 1895 L'uranisme. Inversion sexuelle congenitale. Observations at conseils, "AAC", X 1895, Seiten 99–127
- 1895 John Addington Symonds, "AAC", X 1895, Seiten 241–244
- 1895 L'inversion sexuelle, "AAC", X 1895, Seiten 325–332
- 1895 A propos du Roman d'un inverti et de quelques travaux récents sur l'inversion sexuelle, "AAC", X 1895, Seiten 333–336.
- 1895 L'affaire Oscar Wilde, "AAC", X 1895, Seiten 445–477
- 1895 Homosexualité et hétérosexualité, trois confessions, "AAC", X 1895, Seiten 748–758
- 1896 Unisexualité anglaise, "AAC", XI 1896, Seiten 429–431
- 1896 Uranisme et unisexualité: étude sur différentes manifestations de l'instinct sexuel, Storck, Lyon & Masson, Paris 1896, 363 Seiten (sein Hauptwerk, das auch Aufnahme in der italienischen Reihe Biblioteca antropologico-giuridica fand).
- 1897 Annales de l'unisexualité, "AAC", XII 1897, Seiten 87–102 und 185–224
- 1903 L'affaire du prince de Bragance, "AAC", XVIII 1903, Seiten 159–161
- 1903 A propos de l'affaire Shakespeare-Bacon, "AAC", XVIII 1903, Seiten 662–665
- 1904 Les groupes uranistes à Paris et à Berlin, "AAC", Nr. 132, XIX 1904, Seiten 926–936
- 1905 A propos du syndicat des uranistes, "AAC", XX Nr. 136/137, Seiten 283–286
- 1906 Sur Richard Burton, "AAC", XXI 1906, Seiten 474–479
- 1907 Chroniques de l'unisexualité, "AAC", XXII 1907, Seiten 606–632 und 767–786
- 1907 Des mariages entre hommes, "AAC", XXII 1907, Seiten 267–268
- 1909 Chronique de l'unisexualité, "AAC", XXIV 1909, Seiten 353–391
- 1910 L'amour homosexuel. Suivi de: The origine [sic] and development of the moral ideas, par E. Westermarck (chap. XLIII), "AAC", XXV 1910, Seiten 291–295 und 295–305